# Psary (Chrzanów)
Pour les articles homonymes, voir Psary.
Psary est une localité polonaise de la gmina de Trzebinia, située dans le powiat de Chrzanów en voïvodie de Petite-Pologne.